# خواب طلایی
خواب طلایی (به انگلیسی: Golden Slumber) یک فیلم سینمایی اکشن هیجان انگیز محصول سال ۲۰۱۸ کره جنوبی به کارگردانی: نه دونگ سئوک با بازی گانگ دونگ، کیم اوی-سونگ، کیم سونگ-کیون، کیم دای میونگ، هان هیو جو و یون کای سانگ است. فیلمنامه از یک رمان ژاپنی به همین نام نوشته شده‌است.

## خلاصه داستان فیلم
یک پیک پس از اینکه متهم به انجام کاری که نکرده‌است می‌شود، برای نجات جان و زندگی خود تصمیم به فرار می‌گیرد. اما…

## انتشار فیلم
برای اولین بار فیلم در تاریخ ۱۷ ژانویه ۲۰۱۸ در یک کنفرانس مطبوعاتی اکران خصوصی شد. بازیگران اصلی به همراه کارگردان در این مراسم حضور داشتند.
پوستر اصلی فیلم در ۱۹ ژانویه ۲۰۱۸ منتشر شد. به دنبال آن پیش پرده اصلی در ۱ فوریه ۲۰۱۸ رونمایی شد.
فیلم در ۱۴ فوریه ۲۰۱۸ در کره جنوبی منتشر شد.
این فیلم در سطح بین‌المللی در ایالات متحده، تایوان، هنگ کنگ، هند، استرالیا، نیوزیلند، سنگاپور، مالزی، برونئی، تایلند، کامبوج و فیلیپین نیز اکران‌شد.